# Boj (série télévisée d'animation)
Boj est une série télévisée d'animation irlando-britannique en 54 épisodes de 11 minutes réalisée par Claire Underwood et diffusée entre le 19 mai 2014 et le 9 février 2015 sur la chaîne CBeebies.
Au Québec, elle est diffusée depuis le 20 juin 2014 sur Yoopa et en France depuis le 18 octobre 2014 sur France 5 dans l'émission Zouzous.

## Synopsis
Boj, un petit animal de la famille des marsupiaux, vient d’emménager dans le parc Giggly avec ses parents musiciens, Mimi et Pops. Depuis son arrivée dans le quartier, Boj s’est fait de nombreux amis, qu’il ne cesse de surprendre par ses idées créatives pour régler toutes sortes de problèmes. Les enfants adoreront la personnalité vibrante et la grande débrouillardise de ce petit excentrique aux multiples talents.

## Fiche technique
- Titre : Boj
- Réalisation : Claire Underwood
- Scénario : Claire Underwood, Dave Ingham, David Hodgson
- Sociétés de production : Pesky Productions, Kavaleer Productions
- Pays :  Royaume-Uni /  Irlande
- Langue : anglais
- Nombre d'épisodes : 51 (1 saison)
- Durée : 11 min.
- Dates de première diffusion :
  -  Royaume-Uni : 19 mai 2014
  -  Québec : 20 juin 2014
  -  France : 18 octobre 2014

## Distribution

### Voix originales
- Ziggy Badans : Boj
- Jason Donovan : Pops
- Josie Taylor : Mimi
- Angelo Illsley : Denzil (Achille)
- Poppy Hodgson : Rupa (Rosa)
- Jack Gardner : Gavin (Kevin)
- Sophie Goldstein : Mía

### Voix françaises
- Nathalie Bienaimé
- Nayéli Forest
- Jean-Pierre Leblan
- Marie Nonnenmacher : Mia / Kevin
- Yann Pichon
- Manu Robles : interprète du générique

Version française
- Société de doublage : Anaphi Studio
- Direction artistique : Yann Pichon
- Adaptation des dialogues : Nathalie Castellani, Anne-Sophie Derasse, Jennifer Lew Kwok Chuen

 Source et légende : version française (VF) sur RS Doublage